# Gouvernement de Tchernigov
1802–1925
Entités précédentes :
- Gouvernement de Petite Russie

Entités suivantes :
- RSS d’Ukraine

Le gouvernement de Tchernigov (en russe : Черниговская губерния, Tchernigovskaïa goubernia) est une division administrative de la Russie impériale, improprement appelée parfois province de Tchernigov. Son territoire se trouve aujourd'hui en Ukraine de la rive gauche. Ce gouvernement fut créé en 1802 lorsque le gouvernement de Petite Russie fut divisé en un gouvernement de Tchernigov et un gouvernement de Poltava. Sa capitale était la ville de Tchernigov, où se trouvait l'assemblée de la noblesse.
Au recensement de 1897, le gouvernement comptait 2 297 854 habitants, dont 66,4 % d'Ukrainiens (1 525 000), dans un territoire de 52 396 km2. Quatre ouiezds du nord, peuplés majoritairement de Biélorusses et de Russes, en sont détachés en 1919 pour être rattachés au gouvernement de Gomel de la république de Russie, et entre 1923 et 1926 font partie du gouvernement de Briansk.
Le gouvernement de Tchernigov est dissous en 1925 et son territoire est partagé entre les okrougs (districts) de Gloukhov, Konotop, Nejine et Tchernigov, qui entrent dans la république socialiste soviétique d'Ukraine.

## Divisions administratives

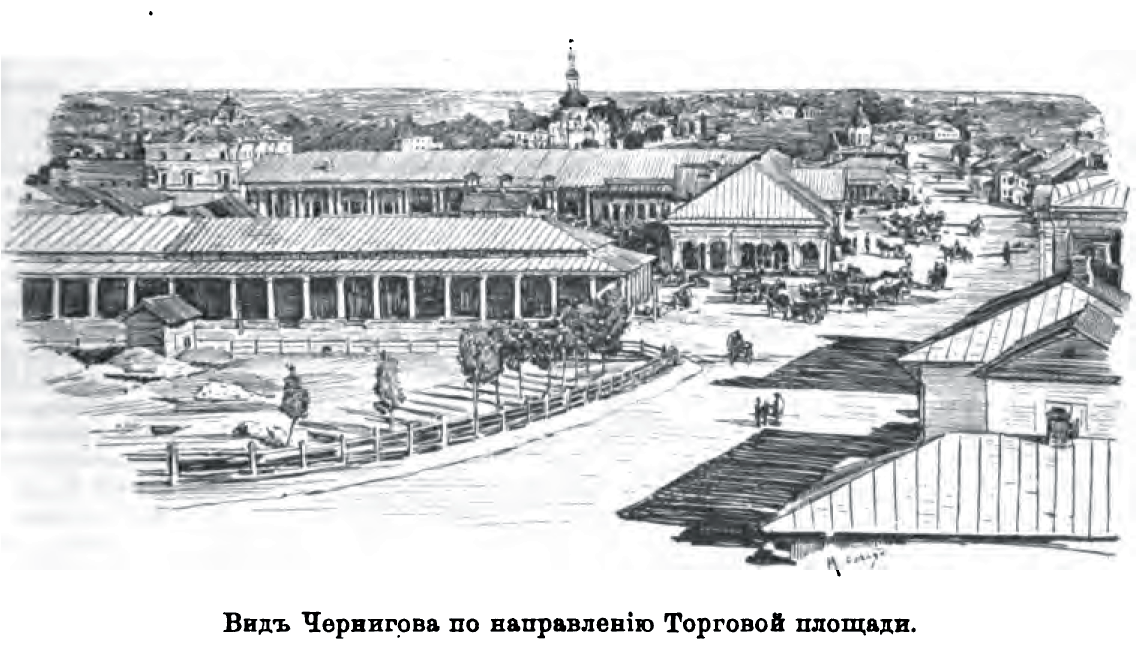
Vue de la place du Marché de Tchernigov vers 1870.

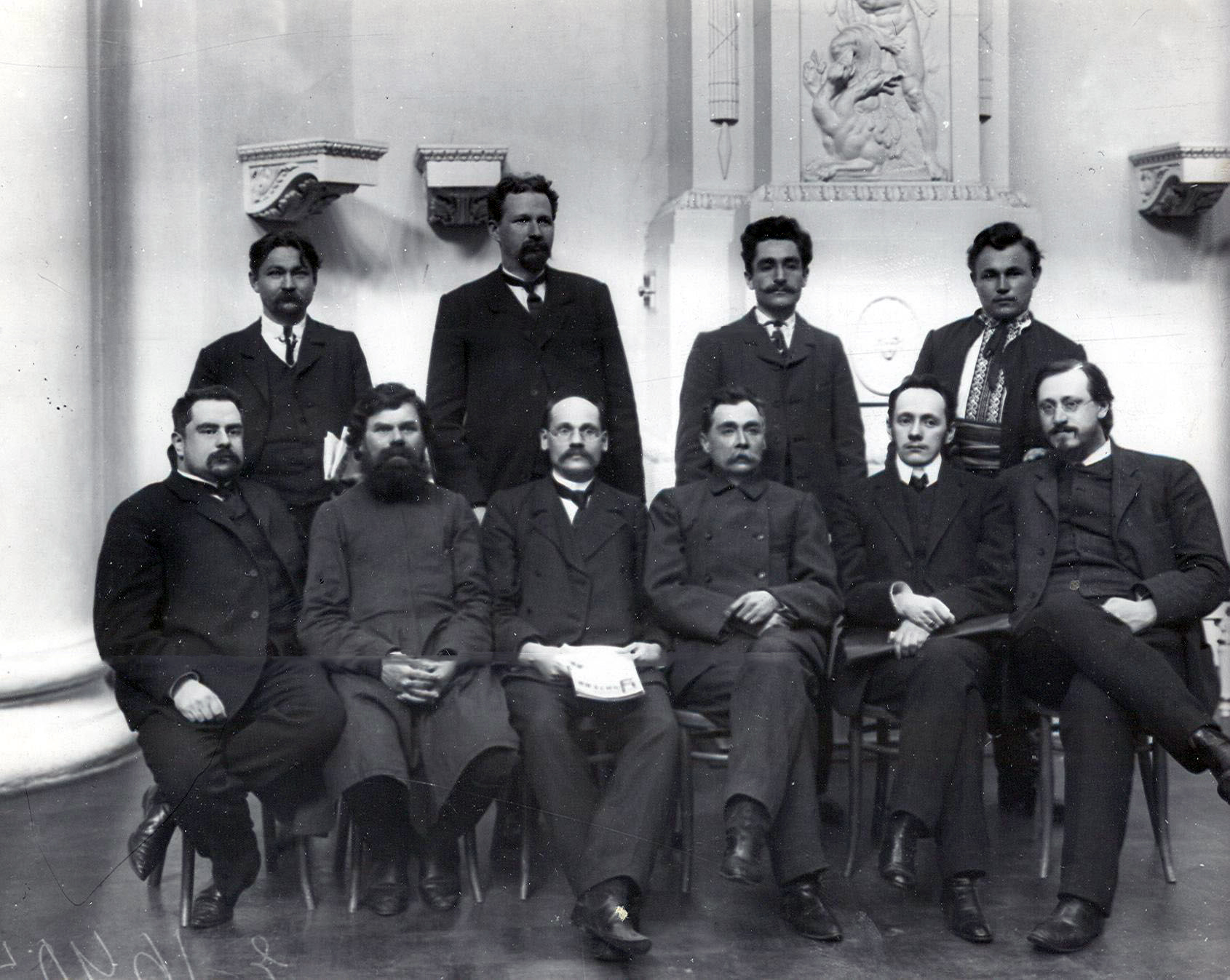
Les membres locaux élus à la Douma d'État de l'Empire russe en 1907.

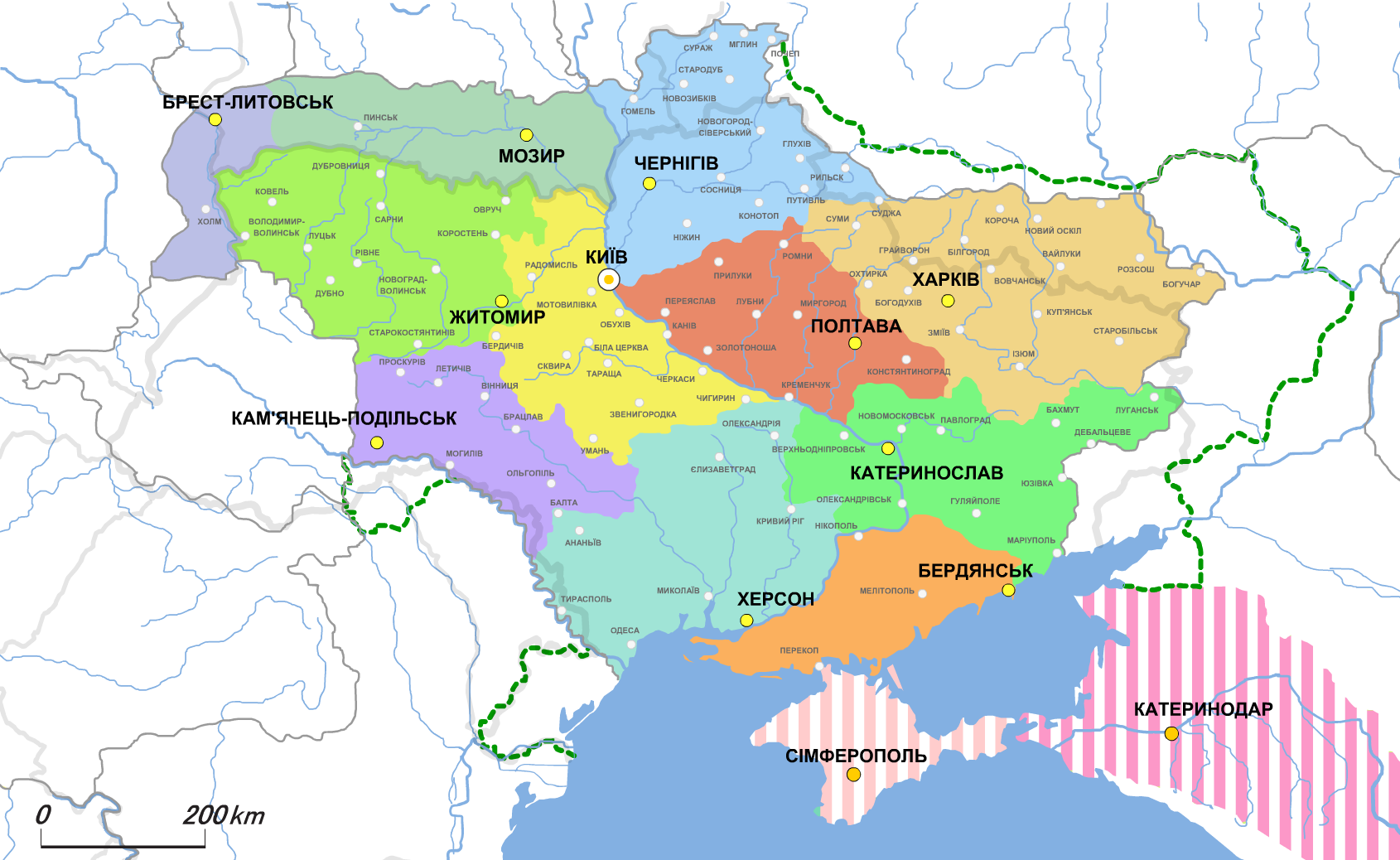
En bleu clair au bor sur une carte de 1918.

Le gouvernement de Tchernigov est subdivisé en 15 ouïezds (chiffres du recensement de 1897) :
- ouiezd de Borzna : 146 777 hab., 2 732,1 km2
- ouiezd de Gloukhov : 142 366 hab., 3 090,8 km2
- ouiezd de Gorodnia : 154 819 hab., 4 061,9 km2
- ouiezd de Kozelets : 137 334 hab., 4 952,8 km2
- ouiezd de Konotop : 157 259 hab., 2 539,8 km2
- ouiezd de Krolevets : 132 172 hab., 2 702,9 km2
- ouiezd de Mgline : 140 820 hab., 3 694,4 km2
- ouiezd de Nejine : 168 984 hab., 2 891,8 km2
- ouiezd de Novgorod-Severski : 151 180 hab., 3 790,5 km2
- ouiezd de Novozybkov : 193 357 hab., 3 857,3 km2
- ouiezd d'Oster : 153 179 hab., 4 385,7 km2
- ouiezd de Sosnitsa : 171 106 hab., 4 079,7 km2
- ouiezd de Starodoub : 147 668 hab., 3 420,8 km2
- ouiezd de Souraj : 188 596 hab., 4 050,5 km2
- ouiezd de Tchernigov : 161 695 hab., 3 667,2 km2 (dont 35 590 citadins)

## Nationalités par ouiezd
La nationalité correspond à l'origine déclarée :
- Ensemble du gouvernement : Petits Russiens (Ukrainiens): 66,4 % ; Russes: 21,6 % ; Russes blancs (Biélorusses): 6,6 % ; Juifs: 5 %
- Borzna : Ukrainiens : 93,8 % ; Allemands : 3 % ; Juifs : 2,5 % (forte population de cosaques)
- Gloukhov : Ukrainiens : 91,6 % ; Russes: 4,2 % ; Juifs: 3,9 %
- Gorodnia: Ukrainiens: 86,8 % ; Russes: 7,8 % ; Juifs: 4,6 %
- Konotop : Ukrainiens : 90,9 % ; Juifs : 4,9 % ; Russes : 3,4 % (forte population de cosaques)
- Kozelets : Ukrainiens : 95,2 % ; Juifs : 3,5 % (forte population de cosaques)
- Krolevets : Ukrainiens : 96,3 % ; Juifs : 3 % (forte population de cosaques)
- Mgline : Russes : 78,2 % ; Biélorusses : 14,2 % ; Juifs : 7,3 %
- Nejine : Ukrainiens : 91,8 % ; Juifs : 5,9 % ; Russes : 1,9 % (forte population de cosaques)
- Nov.Seversk : Ukrainiens: 91,1 % ; Juifs : 4,4 % ; Russes: 4,3 %
- Novozybkov : Russes : 94,2 % ; Juifs : 5,4 %
- Oster : Ukrainiens : 92,5 % ; Juifs : 4,2 % ; Russes: 2,8 %
- Sosnitsa : Ukrainiens : 94,2 % ; Juifs : 4,5 % ; Russes: 1 %
- Souraj : Biélorusses : 69,4 % ; Russes : 24,9 % ; Juifs : 5,3 %
- Starodoub : Russes : 92,9 % ; Juifs : 6,8 %
- Tchernigov : Ukrainiens : 86,1 % ; Juifs : 7,6 % ; Russes : 5,6 % ;

Il est à noter que 5 306 personnes déclarent l'allemand comme leur première langue, et 3 302 personnes le polonais, dans le recensement de 1897.

## Population des villes en 1897
Douze villes comptent plus de 10 000 habitants en 1897. Il s'agit de :
- Nejine : 32 113
- Tchernigov : 27 716
- Starodoub : 12 381
- Konotop : 18 770
- Gloukhov : 14 828
- Nossovka (ouiezd de Nejine) : 15 500
- Borzna : 12 526
- Novozybkov : 15 362
- Berezna : 9 922
- Krolevets : 10 384
- Klintsy : 11 900
- Itchnia (ouiezd de Borzna) : 10 000

Il y a trente bourgades entre 5 et 10 000 habitants, quatre-vingt-cinq de 3 à 5 000, cent cinquante-sept de 2 à 3 000, quatre cent-onze de 1 à 2 000, quatre cent-soixante-dix de 500 à 1 000 habitants.

## Religion
- Orthodoxes : 91,8 %
- Juifs : 5,1 %

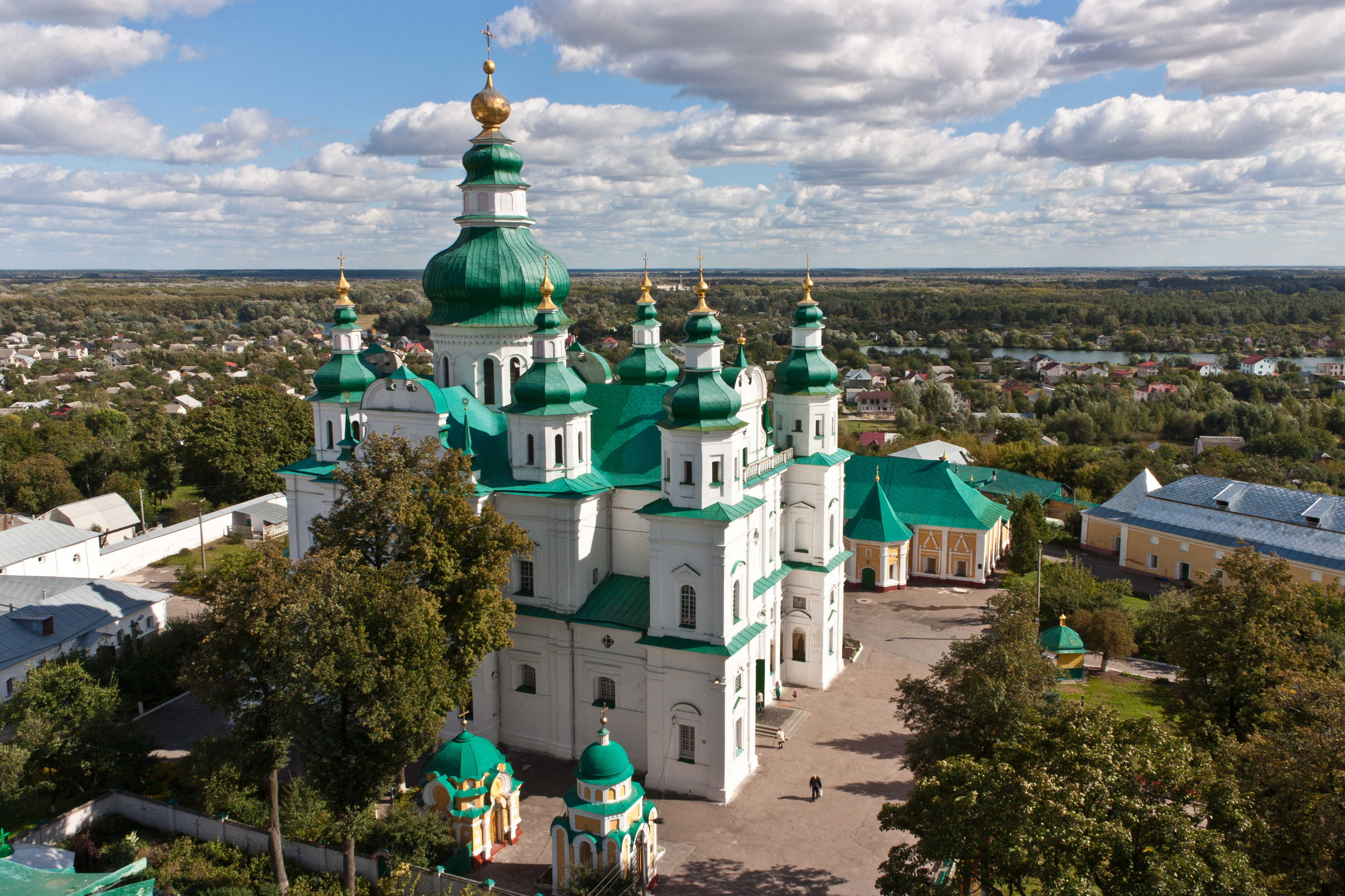
Vue de l'église et du monastère de la Trinité de Tchernigov.

Le reste est réparti entre vieux-croyants, catholiques et luthériens.

## Classes
- Noblesse : 1,5 %
- Clergé : 0,3 %
- Marchands et bourgeois d'honneur : 0,9 %
- Artisans, commerçants et petits bourgeois : 9,4 %
- Cosaques : 30,8 %
- Paysans anciens serfs des propriétaires terriens : 39,8 % (surtout dans le nord)
- Paysans anciens serfs de l'État : 17,3 %

## Enseignement
En 1897, il y a une faculté de lettres et d'histoire à Nejine, quatre lycées d'État (à Tchernigov, Nejine, Novgorod-Seversk et Gloukhov), un progymnasium à Starodoub, deux écoles secondaires modernes (Realschule), un institut de formation des maîtres, quatre lycées de jeunes filles, trois progymnasiums féminins, un grand séminaire (à Tchernigov), trois écoles secondaires religieuses pour garçons et une pour filles, une école secondaire agricole. Il existe deux bibliothèques de province (l'une à Tchernigov, l'autre à Gloukhov) et 202 bibliothèques de bourgades.